# Bicocca (Catania)
Bicocca (a Bicòcca in dialetto catanese) è una frazione della città di Catania, comune italiano capoluogo dell'omonima provincia.
Fa parte del VI Municipio (San Giorgio Librino - San Giuseppe La Rena Zia Lisa Villaggio Sant'Agata). 

## Geografia fisica
La frazione Bicocca dista 6,9 km da Catania.
Situata nella parte meridionale del territorio del capoluogo etneo, confina a nord con il quartiere Pigno, ad ovest con Librino, ad est con Fontanarossa e la Zona industriale di Catania, a sud con il comune di Lentini, in provincia di Siracusa.
Comprende le contrade Bicocca, Passo del Fico e Passo Martino.

## Storia
Notizie storiche su Bicocca si hanno a partire dal XIV secolo, quando il re Martino di Sicilia la donò alla Diocesi di Catania assieme al feudo di Fontanarossa, per la fedeltà a questi dimostrata da parte del vescovo Pietro Serra. Il 19 settembre 1636, la terra della Bicocca venne infeudata dal nobile Alessandro La Torre. Feudo e titolo furono acquistati decenni più tardi da Agatino Paternò Castello, principe di Biscari, di cui ebbe investitura il 22 gennaio 1668. La baronia di Bicocca fu in possesso dei Paternò Castello fino all'abolizione del feudalesimo in Sicilia del 1812. L'ultimo barone di Bicocca fu Michele Paternò Castello, morto a Messina senza lasciare eredi diretti alla fine del secolo scorso.
Dopo l'Unità d'Italia, la zona fu interessata dai lavori per la costruzione della tratta della Ferrovia Messina-Siracusa, e vi fu costruita anche una stazione. 
Nel 1987 è stata inaugurata la casa circondariale, la seconda della città etnea dopo quella di Piazza Vincenzo Lanza, dedicata proprio al giurista siciliano.

## Economia
Zona scarsamente abitata, sono presenti attività artigianali e per il commercio all'ingrosso.

## Infrastrutture e trasporti
La zona è regolarmente servita dai mezzi pubblici dell'AMT e vi transitano gli autobus delle linee 439 e 927.
Dal 1869 vi sorge la stazione di Bicocca, principale stazione merci della città etnea.